# 新亜日報
新亜日報（しんあにっぽう）は、大韓民国の新聞。
1965年創刊。朴正煕政権が「言論に対する基本方針」を発表し目障りな新聞を廃刊に追い込む中で、「本格商業主義」を標榜した。1980年11月30日、言論統廃合により、京郷新聞に吸収される。同年12月1日付朝日新聞国際面には、同紙の最終号を感慨深く眺める社主の写真が掲載されている。
その後、1997年創刊の「新韓日報」が2003年5月6日に題号を「新亜日報」に改称。旧「新亜日報」の巻号も継承し、現在に至る。